# Navigators Studentenverenigingen

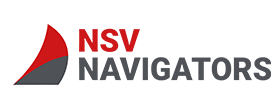
Logo Navigators Studentenverenigingen (NSV)

Navigators Studentenverenigingen (NSV) is het geheel van een aantal Nederlandse christelijke studentenverenigingen met een sterke missie tot verspreiding van het christelijke geloof. Deze missie luidt: Christus kennen en Hem bekendmaken. De leden zijn niet verbonden aan een bepaalde kerk, partij of stroming. Bijeenkomsten, zoals discussieavonden, hebben vaak een open karakter en zijn ook toegankelijk voor niet-leden en niet-gelovigen. In 2023 waren er landelijk zo’n 3000 studenten lid van NSV.

## Herkomst en organisatie

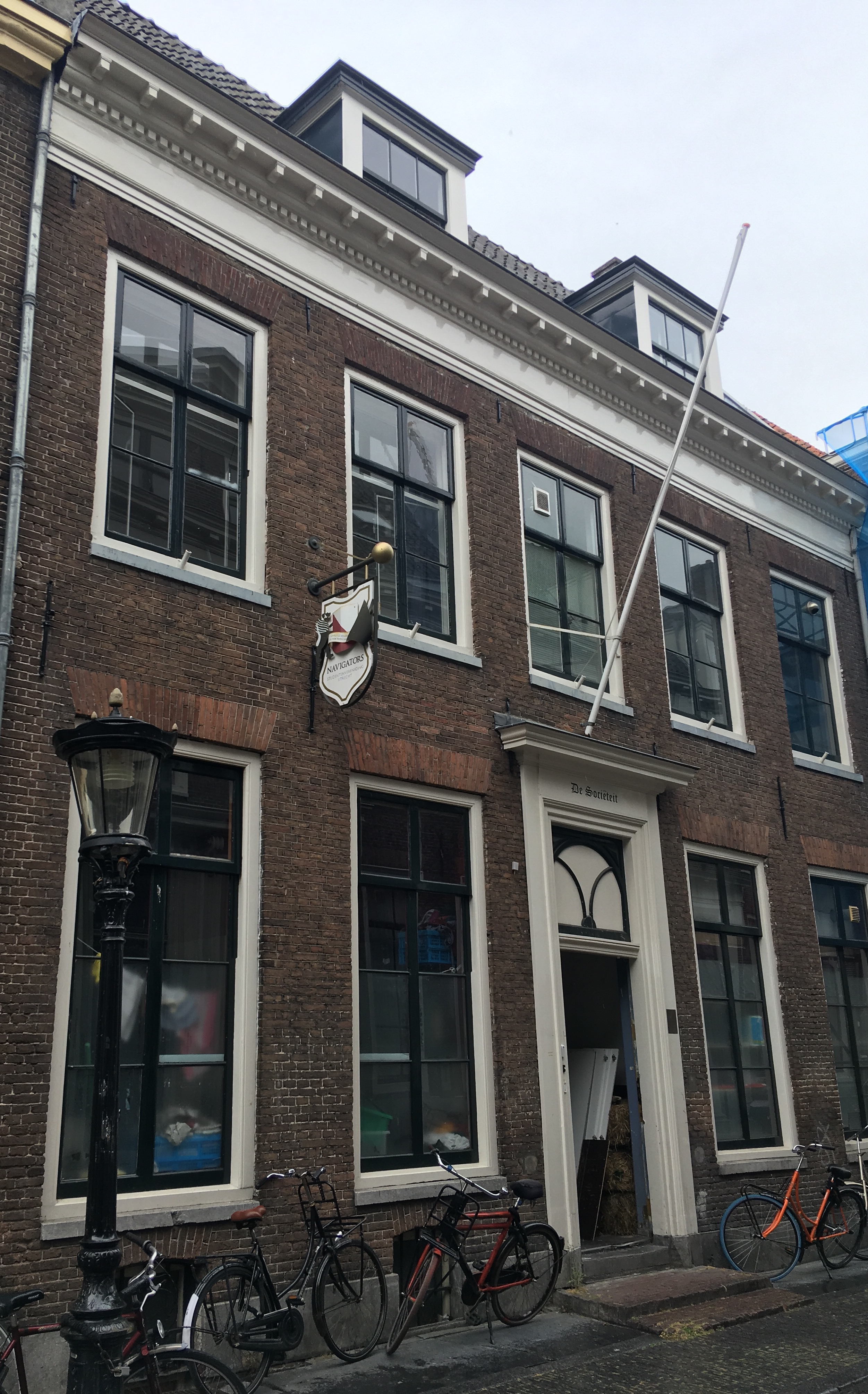
De sociëteit van Navigators Studentenvereniging Utrecht (N.S.U.) aan de Boothstraat in het centrum van Utrecht.

De studentenvereniging is onderdeel van de internationale Navigatorsbeweging, die onder meer bestaat uit jongerenwerk LEF (voorheen CaptainsClub), studentenwerk (NSV) en afgestudeerden (LifeNet). De Navigatorsbeweging is niet-kerkgebonden en heeft haar wortels in het Amerika rond 1930. In tegenstelling tot de meeste andere christelijke studentenverenigingen in Nederland zijn de Navigatorsverenigingen niet aangesloten bij IFES-Nederland. Ze werken op landelijk en lokaal vlak wel vaak samen, zoals in Student Alpha en Veritas.
Hoewel de meeste verenigingen onafhankelijk van elkaar activiteiten organiseren, zien leden elkaar op open feesten zoals een galadatingfeest, een Dies Natalis-feest of tijdens verenigingsgala's. Hierbij worden leden verwacht een date van een andere vereniging mee te nemen. Daarnaast wordt jaarlijks het NSV Songfestival georganiseerd. Dit is een evenement waarbij een groot deel van de leden van NSV samenkomen. Net als op het Eurovisie Songfestival wordt op de avond van elke vereniging één band afgevaardigd om die vereniging te vertegenwoordigen. De winnaar van het jaarlijkse evenement is het volgende jaar verantwoordelijk voor de organisatie.
In het jaar 2022-2023 lag de organisatie van het NSV Songfestival bij NSN uit Nijmegen. Onder het thema Das 'Vocaal werden alle tickets in een recordtijd van 4 minuten uitverkocht. Het NSV Songfestival vond plaats in de Melkweg in Amsterdam. N.S.U. uit Utrecht werd de winnaar van deze editie, en is zodoende verantwoordelijk voor de organisatie van het Songfestival in 2024. In 2024 won NSL uit Leiden het Songfestival in TivoliVredenburg, waarna zij het Songfestival in PAARD in Den Haag organiseerde. Hier hebben de Mannen der Crescendo namens NSZ uit Zwolle gewonnen met het nummer 'Blauw'. Dit betekent dat zij verantwoordelijk zijn voor de organisatie in 2026.

## Overzicht van Navigatorsverenigingen
| Vereniging   | Stad       | Opgericht        | Status                                                    | Instituut                                                                          | Koepelorganisatie              |
| ------------ | ---------- | ---------------- | --------------------------------------------------------- | ---------------------------------------------------------------------------------- | ------------------------------ |
| NSA          | Amsterdam  | 29 augustus 1990 | Actief                                                    | Universiteit van Amsterdam, Vrije Universiteit Amsterdam, Hogeschool van Amsterdam | NSV, AKvV                      |
| NS-Delft     | Delft      | 3 maart 1993     | Opgeheven in 2022                                         | Technische Universiteit Delft, De Haagse Hogeschool, Hogeschool Inholland Delft    | NSV                            |
| NSDH         | Den Haag   | 26 juni 2003     | Actief                                                    | De Haagse Hogeschool, Universiteit Leiden, Hogeschool Inholland Den Haag           | NSV                            |
| NSEde        | Ede        | 2006             | Actief                                                    | Christelijke Hogeschool Ede                                                        | NSV                            |
| NSEi         | Eindhoven  | 2010             | Opgeheven, doorgegaan als Netwerk Eindhoven               | Eindhoven University of Technology, Fontys Hogeschool                              | NSV                            |
| NSE          | Enschede   | 1971             | Actief                                                    | Universiteit Twente, Saxion, ArtEZ Conservatorium                                  | NSV, ChOOSE                    |
| N.S.G.       | Groningen  | 29 november 1994 | Actief                                                    | Rijksuniversiteit Groningen, Hanzehogeschool Groningen                             | NSV, PKvV Contractus, O.C.S.G. |
| NSLeeuwarden | Leeuwarden | 2005             | Actief                                                    | Hogeschool Van Hall Larenstein, NHL Stenden Hogeschool                             | NSV                            |
| NSL          | Leiden     | 1991             | Actief                                                    | Universiteit Leiden, Hogeschool Leiden                                             | NSV, PKvV Leiden               |
| NSMaastricht | Maastricht | 25 maart 1998    | In 2010 met Ichthus Maastricht gefuseerd tot Lux ad Mosam | Universiteit Maastricht, Zuyd Hogeschool                                           | IFES, OZON                     |
| NSN          | Nijmegen   | 2 november 1989  | Actief                                                    | Radboud Universiteit, Hogeschool van Arnhem en Nijmegen                            | NSV, CSN                       |
| NSR          | Rotterdam  | 1973             | Actief                                                    | Erasmus Universiteit Rotterdam, Hogeschool Rotterdam                               | NSV, RKvV                      |
| N.S.T.       | Tilburg    | 16 april 2008    | Actief                                                    | Tilburg University, Fontys Hogeschool, Avans Hogeschool                            | NSV                            |
| N.S.U.       | Utrecht    | 4 april 1992     | Actief                                                    | Universiteit Utrecht, Hogeschool Utrecht                                           | NSV, BOCS                      |
| NSW          | Wageningen | 1973             | Actief                                                    | Wageningen University & Research centre                                            | NSV                            |
| NSZ          | Zwolle     | 14 januari 1993  | Actief                                                    | Saxion, Windesheim, Viaa                                                           | NSV                            |

## Navigators Studenten Netwerk
Het Navigators Studenten Netwerk is een onderdeel van de Navigators Studentenverenigingen, een netwerk van christelijke studentenverenigingen in Nederland. Deze netwerken focussen zich op het verkennen van het christelijke geloof en de betekenis van Jezus Christus in het persoonlijke en dagelijkse leven van studenten. Ze onderscheiden zich door een nadruk op spirituele ontwikkeling en gemeenschapsopbouw, in plaats van traditionele studentikoze activiteiten.
De bijeenkomsten van het Netwerk zijn open voor zowel gelovigen als niet-gelovigen en vinden meestal wekelijks plaats. De kernactiviteiten omvatten gebed, Bijbelstudie, en sociale evenementen gericht op het versterken van onderlinge banden.
Het Navigators Studenten Netwerk is bedoeld voor studenten tussen de 17 en 25 jaar en biedt ondersteuning aan recent afgestudeerden om nog enige tijd deel te nemen, met name in ondersteunende of leidinggevende functies.
- Navigators Studenten Netwerk Amersfoort
- Navigators Studenten Netwerk Amsterdam
- Navigators Studenten Netwerk Ede
- Navigators Netwerk Eindhoven
- Navigators Studenten Netwerk Nijmegen
- Navigators Studenten Netwerk Rotterdam
- Navigators Studenten Netwerk Utrecht
- Navigators Studenten Netwerk Zeeland (Middelburg/Vlissingen)
- Navigators Studenten Netwerk Zwolle
- Navigators Studenten Netwerk Leiden

## Signatuur
De Navigatorsverenigingen kunnen per plaats sterk verschillen van karakter. Zo hebben een aantal verenigingen een eigen pand en studentikoze gebruiken, terwijl andere verenigingen minder studentikoos zijn. De kernactiviteit van de vereniging is overal wel hetzelfde, namelijk de Bijbelkring. Deze zijn doorgaans georganiseerd in kringhuizen of disputen. Een activiteit die ook vrijwel alle verenigingen ontplooien, is de zogeheten happening (theaterstuk, lezing en borrel).
Sinds het einde van de 20e eeuw heeft de vereniging in de meeste steden een enorme groei doorgemaakt. In 1999 waren er totaal 600 studenten lid. In 2010 was dit aantal gegroeid naar 2500 en in 2023 groeide dit aantal naar ongeveer 3000 leden. Daarnaast zijn er nog zo'n 500 studenten betrokken in Alpha- en Beta-groepen en hebben de meeste verenigingen actief betrokken reünisten dan wel sociëteitsleden.